# Juan Carlos Navarro (polític)
Juan Carlos Navarro Quelquejeu (Panamà, 19 d'octubre de 1961) és un polític, empresari i ambientalista panameny, membre del Partit Revolucionari Democràtic (PRD). Va ser alcalde del districte de Panamà entre 1999 i 2009, i va ser candidat presidencial per aquest partit a les eleccions generals de 2014.

## Biografia

### Política
El 1998 s'inscriu en el Partit Revolucionari Democràtic (PRD) i va ser elegit alcalde de districte de Panamà en 1999, sent reelegit el 2004. Ascendeix políticament sent electe a l'agost de 2002 com a membre del Comitè Executiu Nacional (CEN) del partit, sent escollit de nou el 2008.
El 2008 es postula com a precandidat presidencial i va disputar el càrrec amb la ministra d'Habitatge Balbina Herrera, sent derrotat amb un marge de 4%. No obstant això, Balbina Herrera li ofereix a Navarro el càrrec de candidat a vicepresident per part del PRD. En les eleccions presidencials de 2009, la fórmula Herrera-Navarro és superada per Ricardo Martinelli, que va arribar a ser president de Panamà.
Això va ocasionar que Navarro promogués la reestructuració del partit, renunciant al càrrec de primer subsecretari general del CEN del PRD. El 2012 va ser elegit secretari general del partit, el lloc de major importància en el PRD i la seva facció va poder obtenir tots els llocs del CEN, convertint-lo en el líder del partit.
Al març de 2013 participa com a precandidat presidencial al PRD, enfront d'altres 17 candidats i va obtenir el 95% dels vots. Amb això es va convertir en el candidat presidencial del Partit Revolucionari Democràtic a les eleccions de 2014.
A les eleccions presidencials de el 4 de maig, va ser derrotat davant Juan Carlos Varela del Partit Panameñista, obtenint 512.000 vots (28% dels vots), quedant en un tercer lloc.
El 10 de juliol de 2018, Navarro es va postular novament per participar en les primàries de PRD, les quals se celebrarien el dia 16 de setembre del mateix any. La seva aspiració era convertir-se en el candidat presidencial del partit per a les Eleccions Generals del 5 de maig de 2019.
Navarro va anunciar el 21 d'agost de 2018 que declinava les seves aspiracions a obtenir la candidatura presidencial del PRD per donar suport a la candidatura d'Ernesto Pérez Balladares.A les primàries del 16 de setembre, l'aliança Balladares-Navarro va quedar en tercer lloc, obtenint un 8% del vot. Laurentino Cortizo va ser el guanyador de la candidatura presidencial del PRD.

### Conservacionista
Juan Carlos Navarro va fundar l'Associació Nacional per a la Conservació de la Natura (ANCON) el 1985. Navarro va ser el primer ambaixador ambiental del seu país, nomenat pel president de Panamà per assessorar els funcionaris clau, tant en el sector públic com en el privat, en matèria nacional. i la política mediambiental internacional sobre base ad honorem (1995-2000).
Va ser elegit membre de la Unió Internacional per a la Conservació de la Natura (UICN) com a conseller regional per a Amèrica Llatina el 1990, i va ser reelegit per a aquest càrrec el 1994, servint com el primer panameny i el membre més jove mai elegit al Consell. Seleccionat el 1998 com el primer becari interamericà de conservació pel Centre de Desenvolupament Econòmic Compatible de The Nature Conservancy, amb el suport de la Fundació MacArthur, Navarro va ser el primer líder en conservació del Carib, Amèrica Llatina i el Pacífic a obtenir el guardó. El 1998 va ser autor del llibre Panamá National Parks, que es va publicar a Madrid, Espanya, i és el primer text complet del país sobre parcs nacionals i reserves naturals.